# Austrian Death Machine
Austrian Death Machine è un progetto thrash metal con influenze metalcore ideato da Tim Lambesis, famoso per essere il frontman e fondatore del gruppo metalcore As I Lay Dying. Questo progetto va inteso come un tributo/parodia al celebre attore Arnold Schwarzenegger e dei suoi film. Attualmente il gruppo è sotto contratto con l'etichetta Metal Blade.

## Storia del gruppo
Il progetto prende vita nel 2008 da un'idea di Tim Lambesis. Il primo lavoro, Total Brutal, viene pubblicato il 22 luglio dello stesso anno, seguito qualche mese più tardi dall'EP natalizio A Very Brutal Christmas. Dopo il tour di supporto a Total Brutal Lambesis torna in tour con gli As I Lay Dying, e nel frattempo annuncia sul MySpace del progetto la futura uscita di un doppio CD, Double Brutal, dove il primo CD sarà formato da canzoni originali, mentre il secondo conterrà delle cover. L'album viene pubblicato il 29 settembre 2009.
Il progetto ha ricevuto alcune critiche in quanto esiste già un gruppo con tematiche concernenti a Schwarzenegger, gli ArnoCorps.
Tim Lambesis compone e registra tutte le musiche suonando tutti gli strumenti e registrando quasi tutte le voci. Ad interpretare la voce di "Ahhnold" (parodia di Schwarzenegger) nel primo album è il frontman dei Destroy the Runner Chad Ackerman mentre nel secondo l'attore e imitatore Josh Robert Thompson. Gli assoli di chitarra sono tutti registrati da special guest provenienti da altri gruppi. Lambesis ha dichiarato che mentre gli As I Lay Dying sono "sinceri e pieni di passione" considera gli Austrian Death Machine come "una scarica di puro testosterone e stupidità". Il progetto si è fermato nel 2014 in seguito all'incarcerazione di Lambesis ed è tornato in attività nel 2024 con la pubblicazione del quarto album in studio Quad Brutal.

## Formazione

### Componenti studio
- Tim Lambesis - voce, chitarra, basso, batteria
- Chad Ackerman - "Ahhnold" in Total Brutal
- Josh Robert Thompson - "Ahhnold" in Double Brutal

### Componenti live
- Tim Lambesis (As I Lay Dying) - voce
- Justin Olszewski (Common War) - "Ahhnold"
- Josh Gilbert (As I Lay Dying) - basso
- Jon "The Charn" Rice (Job for a Cowboy) - batteria
- JP Gericke (Death by Stereo) - chitarra
- Mark MacDonald (Mercury Switch) - chitarra

### Ospiti
- Jason Suecof (Capharnaum)
- Mark MacDonald (Mercury Switch)
- Dan Fitzgerald
- Adam Dutkiewicz (Killswitch Engage)
- Nick Hipa (As I Lay Dying)
- Eyal Levi & Emil Werstler (Dååth)
- Jason Barnes (ex-Haste the Day)
- Andrew Tapley (ex-The Human Abstract)
- Rusty Cooley (Outworld)
- Chris Storey (ex-All Shall Perish)
- Buz McGrath (Unearth)
- Kris Norris (ex-Darkest Hour)
- JP Gericke (Death by Stereo)
- Rocky Gray (Living Sacrifice)
- Romal Peccia

## Discografia

### Album in studio
- 2008 - Total Brutal
- 2009 - Double Brutal
- 2014 - Triple Brutal
- 2024 - Quad Brutal

### EP
- 2008 - A Very Brutal Christmas
- 2011 - Jingle All the Way